# Cristi Puiu
Cristi Puiu (3 d'abril de 1967) és un director de cinema i guionista romanès. Forma part del corrent de la nova ona romanesa. Algunes de les seves pel·lícules, com La mort del senyor Lazarescu i Sieranevada han rebut nombrosos premis.

## Primers anys, educació i carrera
Cristian Emilian Puiu va néixer a Bucarest, Romania. El seu primer interès artístic va ser la pintura. En 1992 va ser admès com a estudiant al Departament de Pintura de l' École Supérieure d'Arts Visuels a Ginebra. Després del primer any va canviar a l'estudi de cinema a la mateixa escola, on es va graduar en 1996. Va començar a treballar en cinema després del seu retorn a Romania.
Està casat amb Anca Puiu. La parella té tres nens: Smaranda, Ileana i Zoe.

## Carrera

### Director
Cristi Puiu va debutar com a director en 2001 amb la road movie de baix pressupost Marfa și banii, protagonitzada per Alexandru Papadopol i Dragoș Bucur. La pel·lícula va rebre diversos premis en festivals de cinema internacionals i va competir en la secció Quinzaines des Realisateurs del Festival Internacional de Cinema de Canes. Segons alguns crítics, aquesta pel·lícula va donar inici a la nova onada romanesa. Va continuar amb el curtmetratge Un cartuş de Kent şi un pachet de cafea (2004), que va rebre aquest mateix any l'Os d'Or al millor curtmetratge al Festival Internacional de Cinema de Berlín.
El seu segon llargmetratge, La mort del senyor Lazarescu (Moartea domnului Lăzărescu) (2005), és una comèdia fosca sobre un home ancià greument malalt, qui és portat d'hospital en hospital tota la nit mentre els metges es neguen a donar-li assistència. La pel·lícula va ser aclamada per la crítica. Va rebre el premi Un Certain Regard al Festival de Canes, així com nombrosos premis en altres festivals de cinema internacionals.
En 2006 aquesta pel·lícula va guanyar 47 premis, diversos esments en els top ten de les millors pel·lícules als Estats Units i França.
El 2020 va rebre el premi al millor director de la secció Encontres del 70è Festival Internacional de Cinema de Berlín per la seva última pel·lícula Malmkrog.

### Guionista
Cristi Puiu va coescriure els guions dels seus llargmetratges Marfa și banii (2001) i La Mort de Senyor Lăzărescu (2005) amb l'escriptor romanès Răzvan Radulescu. A més, Puiu va escriure el guió de Un cartuş de Kent şi un pachet de cafea (2004).
En col·laboració amb Răzvan Radulescu, Puiu va escriure el guió per a Niki i Flo, encarregat per Lucian Pintilie, un dels directors romanesos més importants. En 2005 el director alemany Didi Danquart va basar la seva pel·lícula Offset en un guió escrit per Puiu.

### Sis Històries dels Afores de Bucarest
Puiu Pretén fer una sèrie de sis pel·lícules titulada Sis Històries dels Afores de Bucarest. En part s'ha inspirat en els Sis Contes Morals del director francès Éric Rohmer, de gran influència al cinema de finals del segle xx. Puiu pretén explorar sis tipus d'històries d'amor, sent La Mort de Senyor Lăzărescu la primera pel·lícula de la sèrie.
La segona pel·lícula, Aurora, va ser presentada en la secció Un Certain Regard del Festival de Canes de 2010.

## Filmografia com a director
- 2020 Malmkrog
- 2016 Sieranevada[6]
- 2014 Les Ponts de Sarajevo (documental)
- 2010 Aurora
- 2005 La mort del senyor Lazarescu (Moartea domnului Lăzărescu)
- 2004 Un cartuș de Kent și un pachet de cafea, curtmetratge
- 2001 Marfa și banii
- 1995 Before Breakfast
- 1996 25.12. Bucharest, North Railway Station

## Premis i distincions
Festival Internacional de Cinema de Canes
| Any  | Categoria               | Pel·lícula                   | Resultat  |
| ---- | ----------------------- | ---------------------------- | --------- |
| 2005 | Premi Un Certain Regard | La mort del senyor Lazarescu | Guanyador |